# Lim Sang-choon
Dans ce nom coréen, le nom de famille, Lim, précède le nom personnel.
Pour les articles homonymes, voir Lim.
Lim Sang-choon (hangeul : 임상춘 ; hanja : 林恦賰 ; RR : Im Sangchun ; MR : Im Sangch'un) est une scénariste sud-coréenne.
Son nom étant un pseudonyme (son prénom « Sang » (想) se traduit par « idée » et « choon » (想), par « générosité »), dans les années 2010, elle est connue en tant que femme d'une trentaine d'années qui a choisi de préserver sa vie privée afin d'éviter les préjugés concernant son sexe et son âge,.

## Biographie

### Jeunesse
Â la fin de ses vingtaine d'années, Lim Sang-choon travaille dans une entreprise, et rêve d'être scénariste après avoir remarqué les gens épanouis devant les séries télévisées : 

« J'ai vu des gens sourire en regardant des séries sur leur téléphone portable dans le bus, en rentrant chez eux avec leur état fatigué. J'ai pensé que je devrais écrire une série qui rendrait les gens heureux. »

— Lim Sang-choon

### Carrière
Lim Sang-choon commence sa carrière, en septembre 2014, avec le drama spécial Lump of My Life pour la chaîne MBC TV, mais ceci est également projeté, en octobre, dans une salle de cinéma à la clôture du Short Drama Festival grâce au soutien de  KCA Productions.
En juin 2016, son nom attire l'attention des téléspectateurs avec la mini-série de quatre épisodes, Becky's Back, diffusée sur la chaîne KBS2, suivant le personnage, Scarlet O'Hara, devenue Yang Baek-hee, qui revient sur l'île tranquille de Seomwol-do 18 ans après avoir faussé son identité.
Le 22 mai 2017, la série Fight for My Way est diffusée sur KBS2 et reçoit de bonnes critiques pour son intrigue et ses performances réalistes,. En juillet suivant, le producteur, Lee Kun-joon, dira d'elle : « La force de la scénariste, Lim Sang-choon, est écrire des histoires réalistes qui sont loin d'être absurdes. Elle sera l'une des rares scénaristes à pouvoir écrire à la fois des mini-séries et des séries télévisées. ».
Deux ans plus tard, elle revient avec When the Camellia Blooms, une mini-série réalisée par Cha Young-hoon avec qui elle a déjà travaillé pour Becky's Back,. Elle obtient des prix du meilleur scénario à la cérémonie des KBS Drama Awards en décembre 2019, celle des Baeksang Arts Awards en juin 2020 et des Seoul International Drama Awards en septembre 2020.
Le 28 octobre 2020, parmi les artistes, elle reçoit une citation d'honneur à la cérémonie des Korean Popular Culture and Arts Awards, ayant lieu à l'université Kyung Hee, par le ministère de la Culture, des Sports et du Tourisme.
Fin août 2022, elle est annoncée avoir écrit Life (인생 ; litt. « vie »), une autre série avec Lee Ji-eun et Park Bo-gum comme acteurs principaux, avant de le renommer par When Life Gives You Tangerines (폭싹 속았수다 ; litt. « Merci pour votre travail acharné », en dialecte de Jeju), pour les sociétés de Pan Entertainment et de Baram Pictures. Cette série sera diffusée le 7 mars 2025 sur Netflix sous le titre français La vie portera ses fruits. Quelques jours après cette diffusion, Jeong Deok-hyeon, critique de la culture populaire, avoue qu'après les séries Fight for My Way (2017) et When the Camellia Blooms (2019), « La vie portera ses fruits est une œuvre dans laquelle le regard chaleureux de la scénariste, Lim Sang-choon, devient plus profonde et plus intense ».
Le 5 mai 2025, la scénariste remporte le prix du meilleur scénario pour La vie portera ses fruits à la 61e cérémonie des Baeksang Arts Awards : c'est le réalisateur, Kim Won-seok, qui l'a récupéré à sa place.

## Filmographie
- 2014 : Lump of My Life (Drama Festival) (내 인생의 혹 (드라마 페스티벌))
- 2014 : Dodohara (도도하라)
- 2016 : Becky's Back (백희가 돌아왔다)
- 2017 : Fight for My Way (쌈 마이웨이)
- 2019 : When the Camellia Blooms (동백꽃 필 무렵)
- 2025 : La vie portera ses fruits (폭싹 속았수다)

## Honneurs
- Citation d'honneur par le ministre de la Culture, des Sports et du Tourisme à la cérémonie des Korean Popular Culture and Arts Awards 2020[17]

## Distinctions

### Récompenses
- KBS Drama Awards 2019 : meilleur scénario pour When the Camellia Blooms[14]
- Baeksang Arts Awards 2020 : meilleur scénario pour la télévision When the Camellia Blooms[15]
- Seoul International Drama Awards 2020 : meilleur scénario pour When the Camellia Blooms[16]
- Baeksang Arts Awards 2025 : meilleur scénario pour La vie portera ses fruits[26],[27]

### Nominations
- Baeksang Arts Awards 2018 : meilleur scénario pour la télévision Fight for My Way[28]
- Seoul International Drama Awards 2018 : meilleur scénario pour Fight for My Way[29]